# 몰리나아테르노
몰리나아테르노(이탈리아어: Molina Aterno)는 이탈리아 아브루초주 라퀼라도에 있는 코무네이다. 지명은 라틴어 단어 몰리나 (molina, 밀)에서 유래하였고, 두 번째 부분은 아테르노 강의 존재로 인하여 1899년에 붙여졌다.